# Fezakinumab
Il fezakinumab è un anticorpo monoclonale che ha per target l'interleuchina 22 ed è stato progettato per il trattamento dell'artrite reumatoide e della psoriasi.
La casa farmaceutica Wyeth scoprì e sviluppò per prima l'anticorpo; lo sviluppo clinico continuò dopo l'acquisizione dell'azienda da parte di Pfizer. Il fezakinumab, in combinazione con il metotrexato, fu oggetto di uno studio clinico giunto in fase II e riguardante pazienti con artrite reumatoide; i dati di questo studio non furono mai resi pubblici. Un altro studio, condotto su un campione più esiguo e giunto anch'esso in fase II, mostrò effetti terapeutici significativi del fezakinumab nel quadro clinico complessivo nei soggetti con forme gravi di dermatite atopica.